# Aroideae

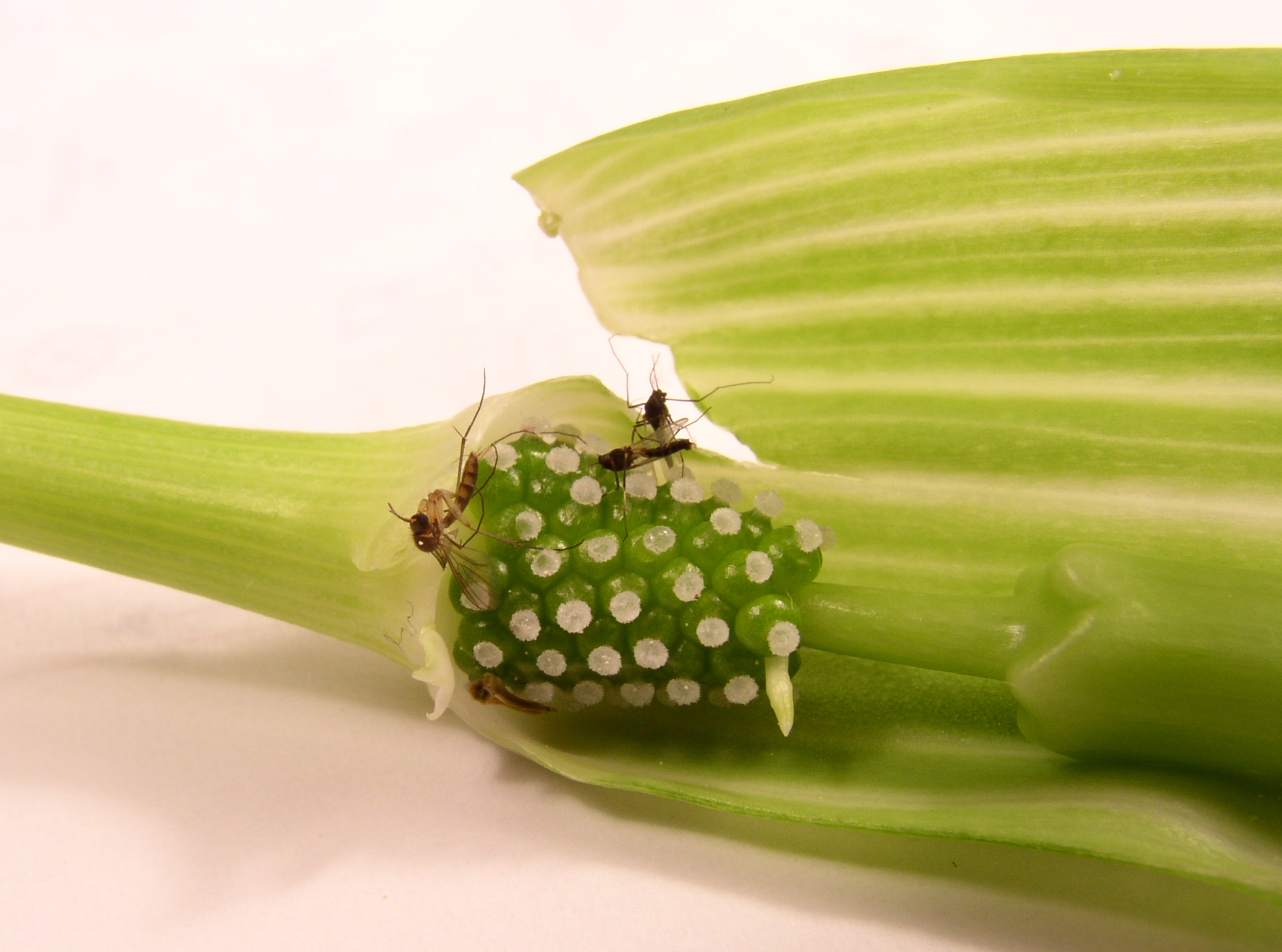
Inflorescencia femenina de Arisaema triphyllum con insectos atrapados, tribu Exechiini (3 mm) y subfamilia Orthocladiinae (2 mm).

Aroideae es una subfamilia de plantas con flores perteneciente a la familia Araceae.
Es la mayor subfamilia de Araceae y se compone de alrededor de 72 géneros diferentes. Las plantas en Aroideae se caracterizan por tener polen espinoso.

## Tribus y géneros
- Tribu: Aglaonemateae
  - Géneros: Aglaodorum - Aglaonema
- Tribu: Ambrosineae
  - Géneros: Ambrosina
- Tribu: Anubiadeae
  - Géneros: Anubias
- Tribu: Areae
  - Géneros: Arum - Biarum - Dracunculus - Eminium - Helicodiceros - Theriophonum - Typhonium
- Tribu: Arisaemateae
  - Géneros: Arisaema - Pinellia
- Tribu: Arisareae
  - Géneros:Arisarum

- Tribu: Arophyteae
  - Géneros:Arophyton - Carlephyton - Colletogyne

- Tribu: Caladieae
  - Géneros:Caladium - Chlorospatha - Hapaline - Jasarum - Scaphispatha - Syngonium - Xanthosoma

- Tribu: Callopsideae
  - Géneros:Callopsis

- Tribu: Colocasieae
  - Géneros: Alocasia - Ariopsis - Colocasia - Protarum - Remusatia - Steudnera

- Tribu: Cryptocoryneae
  - Géneros:Cryptocoryne - Lagenandra

- Tribu: Culcasieae
  - Géneros: Cercestis - Culcasia

- Tribu: Homalomeneae
  - Géneros: Adelonema - Furtadoa - Homalomena

- Tribu: Montrichardieae
  - Géneros: Montrichardia

- Tribu: Nephthytideae
  - Géneros: Anchomanes - Nephthytis - Pseudohydrosme

- Tribu: Peltandreae
  - Géneros: Peltandra - Typhonodorum

- Tribu: Philodendreae
  - Géneros: Philodendron
- Tribu: Pistieae
  - Géneros: Pistia
- Tribu: Schismatoglottideae
  - Géneros: Aridarum - Bucephalandra - Phymatarum - Piptospatha - Schismatoglottis

- Tribu: Spathicarpeae
  - Géneros:Asterostigma - Bognera - Dieffenbachia - Gearum - Gorgonidium - Mangonia - Spathantheum - Spathicarpa - Synandrospadix - Taccarum

- Tribu: Stylochaetoneae
  - Géneros:  Stylochaeton
- Tribu: Thomsonieae
  - Géneros: Amorphophallus - Pseudodracontium

- Tribu: Zamioculcadeae
  - Géneros: Gonatopus - Zamioculcas

- Tribu: Zantedeschieae
  - Géneros:Zantedeschia

- Tribu: Zomicarpeae
  - Géneros: Filarum - Ulearum - Zomicarpa - Zomicarpella